# Polarna čigra
Polarna čigra (znanstveno ime Sterna paradisaea) je morska ptica iz družine galebov, ki gnezdi v arktičnih in subarktičnih predelih Evrope, Azije ter Severne Amerike. Znana je po tem, da kljub majhni velikosti – tehta komaj 100 gramov – vsako leto preleti več kot 70.000 kilometrov do prezimovališč na obalah Antarktike in nazaj.